# Groot Desseyn
Il Groot Desseyn ("Gran Disegno") fu un piano organizzato nel 1623 dalla Compagnia olandese delle Indie occidentali per assaltare i possedimenti ispano-portoghesi in Africa e nelle Americhe di modo che la Spagna non potesse raccogliere risorse sufficienti per muovere guerra all'Olanda.

## Storia
Dopo la fine della tregua dei dodici anni, la Compagnia olandese delle Indie occidentali venne fondata il 3 giugno 1621. La compagnia ottenne il monopolio del commercio sull'Atlantico da parte degli Stati Generali della Repubblica Olandese. Dopo che venne raccolto il capitale necessario per la formazione della compagnia, i direttori della stessa, i Heeren XIX, iniziarono a progettare il cosiddetto Groot Desseyn nell'ottobre del 1623.
Il piano era di assediare la capitale del Brasile portoghese, São Salvador da Bahia (Salvador), e quindi il principale forte portoghese lungo la costa dell'Angola, São Paulo de Loanda (Luanda). In tal modo la compagnia avrebbe non solo avuto il controllo delle lucrative piantagioni di zucchero del Brasile, ma avrebbe anche potuto assicurarsi il commercio degli schiavi sulle rotte dell'Atlantico. Il controllo di quest'ultimo traffico sosteneva integralmente le piantagioni brasiliane.

### Primo tentativo (1624–1625)
Venne quindi predisposta una flotta per conquistare Salvador. A dicembre del 1623 ed a gennaio del 1624, la flotta della Repubblica lasciò le coste olandesi in due gruppi, con l'obbiettivo di ritrovarsi a Capo Verde. Sotto il comando di Jacob Willekens, le forze catturarono Salvador l'8 maggio 1624.
Gli olandesi a Salvador quindi riassemblarono una forza per attaccare Luanda. Sotto il comando di Piet Hein, la flotta tentò di catturare la città, ma non vi riuscì perché il fallito tentativo operato da Filips van Zuylen aveva spinto i portoghesi a rafforzare ulteriormente le difese cittadine.
In Brasile, ad ogni modo, gli Olandesi ebbero maggior successo. Malgrado già anticipati dagli Ispano-portoghesi, gli Olandesi riuscirono a circondare il forte della città con 1000 uomini costringendo molti alla fuga. Le perdite tra i vincitori ammontarono a solo 50 morti. Quando la Corona spagnola seppe della perdita della città, subito inviò una flotta con a bordo 12.000 uomini per riprendere il controllo della città. La ricattura di Bahia dopo un lungo assedio, portò alla vittoria degli Ispano-portoghesi nel maggio del 1625, ad appena un anno dalla conquista olandese. Dopo il fallimento anche della cattura di Elmina sulla Costa d'Oro, the Groot Desseyn venne temporaneamente abbandonato.
Gli Olandesi ripresero l'idea del Groot Desseyn nel 1637 conquistando gran parte della Costa d'Oro e la Nuova Olanda brasiliana.

### Il secondo tentativo (1630–1650)
Le cose mutarono in meglio per la compagnia quando Piet Hein conquistò la flotta tesoriera spagnola nel 1628. La compagnia si trovò d'un tratto con un quantitativo notevole di risorse da poter tentare di conquistare le colonie portoghesi nell'Atlantico.
Il porto schiavista di Gorée in Senegambia che già era stato assediato nel 1627, divenne uno degli obbiettivi principali. Venne organizzata una flotta sotto la guida di Hendrick Lonck che poi catturò Recife ed Olinda all'inizio degli anni '30 del Seicento. Un gruppo separato conquistò Arguin nel 1633; nel 1637, Elmina cadde anch'essa nelle mani degli olandesi.
Due tentativi di riprendere Salvador fallirono, ad ogni modo. Nel 1641, una flotta sotto la guida di Cornelis Jol riuscì infine a catturare Luanda. La Compagnia olandese delle Indie occidentali era ora al picco massimo del suo potere, ed il Groot Desseyn sembrava essere stato portato quasi a compimento.
La fortuna stava ad ogni modo nuovamente per mutare. Nel 1645, gli Olandesi persero la battaglia di Tabocas nell'entroterra portoghese, che fu la prima di molte sconfitte in Brasile. Nel frattempo, i notevoli costi per queste operazioni avevano trascinato la compagnia alla bancarotta. Nel 1647, la compagnia venne ricapitalizzata con la somma di 1.500.000 di gulden dalla Compagnia olandese delle Indie orientali e la Repubblica Olandese ne prese il pieno controllo per quanto riguardava le operazioni militari in Brasile. Luanda venne ricatturata dal Portogallo nel 1648, e le due battaglie di Guararapes, la prima nel 1648 e la seconda nel 1649, posero fine ai tentativi olandesi di colonizzare il Brasile. Tra il 1652 ed il 1654, gli Olandesi tentarono di ricatturare Recife, ma senza successo. Il Groot Desseyn poteva dirsi così fallito.